# Portrait de Bindo Altoviti
Pour l’article homonyme, voir Portrait de Bindo Altoviti (Jacopino del Conte).
Le Portrait de Bindo Altoviti est une peinture à l'huile sur bois de 60 × 44 cm, datant de 1514 environ, du peintre Raphaël, conservée à la National Gallery of Art à Washington.

## Histoire
Au XIXe siècle l'œuvre était considérée comme un autoportrait de Raphaël. Cependant, nous savons aujourd'hui grâce aux historiens de l'art que le jeune homme représenté est Bindo Altoviti, un riche banquier florentin déjà propriétaire d'une banque à Rome à l'âge de 17 ans et ami de l'artiste.
Bindo Altoviti était un riche banquier d'origine florentine mais né à Rome en 1491, où sa famille avait trouvé refuge après avoir été chassée de Florence à cause de son opposition à la famille Médicis.
Homme cultivé, il aimait les arts et était un important mécène et ami, au cours de la Renaissance, de nombreux artistes dont Raphaël, Michel Ange, Benvenuto Cellini et Giorgio Vasari.
Le tableau resta dans les collections privées de la famille jusqu'en 1808 quand il a été acheté par Louis Ier de Bavière qui l'emmena à Munich (Alte Pinakothek).
En 1936 le portrait a été cédé à Samuel Henry Kress, et de sa collection il rejoignit celle du National Gallery of Art de Washington où il se trouve aujourd'hui.

## Description
Le personnage est présenté  en buste, tournant le dos à moitié et exposant son épaule droite au spectateur sur un fond vert. Il porte un chapeau sombre et un habit de couleur bleue avec une échancrure dans le dos. Ses cheveux sont châtain avec des reflets blonds se terminant par de longues boucles et laissant l'oreille gauche dégagée. Il tourne sa tête vers la droite d'une manière presque théâtrale afin de regarder fixement le spectateur dans les yeux. Ses joues sont creuses, un anneau est visible sur sa main gauche, posée légèrement au-dessus de son cœur. La glissement de son habit sur son épaule révèle une nuque nue caressée par des longues boucles souples. Leur couleur dorée symboliserait la noblesse et la pureté de son amour.

## Analyse
Cette œuvre se singularise par son chromatisme et l'aspect dramatique du jeune homme qui tourne sa tête vers le spectateur.
La position gracieuse, presque efféminée du sujet avec le fort contraste entre la lumière et l'ombre sont atypiques du travail de Raphaël, particulièrement de ses portraits d'hommes et constitue une démonstration de l'expérimentation de l'artiste avec différents styles et formes lors de la dernière période romaine.
L'influence des œuvres de Léonard de Vinci, auprès de qui Raphaël a eu l'occasion d'étudier au cours de son séjour à Florence, est fortement marquée sur cette composition.

## Sources
- (it) Cet article est partiellement ou en totalité issu de l’article de Wikipédia en italien intitulé « Ritratto di Bindo Altoviti » (voir la liste des auteurs).